# Suzanne Képès
Suzanne Képès, née le 12 août 1918 à Paris et décédée le 24 mai 2005, est une gynécologue et féministe française.

## Parcours de vie et professionnel

### Vie privée
Suzanne Broydo est née à Paris. Ses parents ont émigré de Lituanie en 1913, au moment de la guerre russo-japonaise. Elle s’intéresse très vite au féminisme et organise à l'âge de 13 ans une réunion en faveur du droit de vote des femmes. Elle épouse Adam Képès, étudiant en biologie d'origine hongroise, en 1943 et ils ont deux filles nées en 1944 et 1946. 

### Parcours de formation
Suzanne Képès passe son bac en 1936 et commence une licence de droit avec l'objectif d'être avocate pour femmes. Elle arrive lauréate, mais préfère entreprendre des études de médecine en 1939, souhaitant se spécialiser dans la psychiatrie. Mais les concours d'externat, qu'elle prépare depuis le début de l'année, sont supprimés avec la guerre. En 1940, elle suit sa deuxième année de médecine qu'elle finit plus tôt, car sur Paris, c'est l'évacuation à l'approche de l'armée allemande. Suzanne part étudier à Montpellier, étant relativement à l'abri dans cette ville située en zone libre, et dont la faculté de médecine est réputée. Elle reste dans cette ville pour sa troisième année. En 1942, un jugement a lieu pour déterminer de la possibilité de son passage en quatrième année, car elle est accusée de « non déclaration de race juive ». Elle commence tout de même son année et, grâce à l'obtention d'un faux acte de baptême, elle peut poursuivre ses études et faire valider ses résultats. La guerre marque Suzanne, dont trois membres de la famille sont déportés, son frère, sa belle-sœur et son neveu, seul son frère va revenir.

### Parcours professionnel et militant
Suzanne Képès réalise une thèse en pédiatrie, puis s'oriente vers la médecine du travail, obtenant un diplôme d'hygiène industrielle et de médecine du travail en 1944. De 1945 à sa retraite en 1983, elle exerce la médecine du travail, dans une usine d'aviation dans la commune des Mureaux (Yvelines). C'est dans ce cadre qu'elle est sensibilisée à l'impact psychologique des conditions de travail sur les ouvriers ainsi qu'aux difficultés liées à l'interdiction des moyens contraceptifs. Parallèlement, à partir de 1952, elle exerce une activité médicale libérale. Elle s'initie à la médecine psychosomatique, puis à la gynécologie, qu'elle a apprise auprès d'Hélène Michel-Wolfromm et découvre que les médecins sont mal informés concernant la sexualité. Dans le cadre de sa pratique de gynécologie, elle diffuse des pratiques de relaxation.   
Elle découvre le planning familial et des moyens de contraception à Londres, en 1947 et elle diffuse alors, illégalement, des moyens de contraception entre 1947 et 1955.
Sa rencontre avec Marie-Andrée Lagroua Weill-Hallé, est déterminante pour son investissement dans l'association de la Maternité Heureuse, à partir de 1956, devenue en 1960, le Mouvement français pour le planning familial (MFPF). Elle y sera très active jusqu'en 1973, participant au conseil d'administration et militant dans la région parisienne. Dans cette perspective de diffusion des moyens contraceptifs, elle participe en 1963 à un stage destiné à la formation des médecins à la Tavistock Clinic à Londres. Elle participe à la formation en ce sens des conseillères familiales, avec Pierre Simon. Elle s'intéresse également aux effets de l'utilisation des moyens contraceptifs sur la vie des couples et aux aspects psychosomatiques de ces moyens. Elle quitte le mouvement du planning familial français en 1973, en même temps que M.-A. Lagroua Weill-Hallé, du fait de ses divergences d'orientation avec la ligne majoritaire du planning familial français qui s'est résolument engagé en faveur de la dépénalisation de l'avortement et de la suppression de la loi de juillet 1920, ce qui se réalise avec le vote de la Loi Veil en 1975.
Suzanne Képès a poursuivi une activité d'enseignement en ce qui concerne l'éducation à la sexualité. Ainsi, elle dispense des cours aux internes des hôpitaux, aux gynécologues, aux infirmières et aux aides-soignantes. Elle participe également avec André Durandeau, à une formation interdisciplinaire nommée « Réinsérer les sexualités dans le champ de la santé », présenté à l'université de Bobigny. Elle contribue à la création d'un diplôme universitaire de sexologie à cette même université.
Elle était également membre de la Société française de psychosomatique créée par Michel Sapin et Léon Chertok. Elle décède en 2005. La même année, ses archives sont déposées à l'université d'Angers, au Centre des Archives du Féminisme (BU Angers).

### Ouvrages
- Lettre aux enseignants à propos de l’éducation sexuelle. Bordas, 1974
- Femmes à 50 ans. En collaboration avec Michèle Thiriet. Seuil, 1981. Traduit en anglais (EUA), japonais et portugais
- Du corps à l’âme. En collaboration avec Danielle Lévy. L’Harmattan, 1996
- Relaxation et sexualité. En collaboration avec Philippe Brenot. Odile Jacob, 1999 (réédition 2004)
- Le corps libéré : Psychosomatique de la sexualité. En collaboration avec Monique Perrot-Lanaud. Syros, 2001 (réédition 2003)

### Articles
- « Un nouveau traitement des difficultés sexuelles », Planning familial, déc-70
- « Formation psychologique des médecins et groupes Balint », Fertilité-Orthogénie, vol. 3, no 3, juil-71
- « L’envoi au psychothérapeute », Revue française de Médecine psychosomatique, 1975
- « Sexualité et ménopause », Contraception-Fertilité-Sexualité, vol. 8, no 9
- « Que sait-on de la sexualité féminine en 1977 ? », Contraception-Fertilité-Sexualité, vol. 4, no 7
- « L’enseignement de la sexualité humaine », Contraception-Fertilité-Sexualité, vol. 4, no 3
- « Le couple, le médecin et la régulation des naissances », Revue du Praticien, 11 déc-80
- « Relaxation et douleur en gynécologie », Contraception-Fertilité-Sexualité, janv-90